# ジャンノ・ド・レスキュレル
ジャンノ・ド・レスキュレル（Jehannot de l'Escurel）またはジャン・ド・レスキュレル（Jehan de Lescurel）は中世フランスの詩人・作曲家。最後のトルヴェールの一人。
生涯については、パリで商人の息子として生まれ、1304年5月23日に、（ウディネ・ピスドエを含む）他の3人の青年聖職者とともに、誘惑と強姦によって絞首刑にされたということ以外は分かっていない。
おそらくパリのノートルダム大聖堂で音楽教育を受けた。レスキュレルは、トルヴェールの時代からアルス・ノヴァへの過渡期に生きたが、その叙情的な表現様式によってむしろ後者と結びついている。レスキュレルの作品は《フォーヴェル物語》と同一の写本に載っていたとしてもおかしくないほどである。
作品の大半は、トルヴェール歌曲の様式にのっとりモノフォニーで作曲されている。34曲のうち1曲のみがポリフォニックであるが、その他のポリフォニー作品は（作曲したのかもしれないにせよ）現存していない。レスキュレルはヴィルレー、バラード、ロンドー、ディザンテ（diz entés）などの詩形に曲付けした。これらの歌曲は素朴で魅力的である。放蕩や誘惑はレスキュレル歌曲の主要な主題ではない。